# Suối Thả Cao
Suối Thả Cao là một con suối chảy qua các tỉnh Cao Bằng và Lạng Sơn, Việt Nam.
Suối Thả Cao có chiều dài 33 km và diện tích lưu vực là 141 km².
Suối bắt nguồn từ vùng đất phía bắc xã Trọng Con 22°28′35″B 106°21′02″Đ / 22,476311°B 106,350688°Đ huyện Thạch An tỉnh Cao Bằng với tên suối Nà Lẹng, theo tên bản Nà Lẹng, chảy uốn lượn về hướng nam-tây nam.
Khi qua bản Nà Cạo xã Chí Minh huyện Tràng Định suối còn có tên khuổi Cạo. Sau đó qua bản Thà Lừa xã Chí Minh bắt đầu có tên suối Thả Cao, do đọc chệch từ "Thà Cạo".
Tại bản Nà Chát xã Chi Lăng huyện Tràng Định suối Thả Cao đổ ra Sông Bắc Khê.22°17′09″B 106°26′08″Đ / 22,285912°B 106,435508°Đ